# جيري رينولدز (سياسي)
جيري رينولدز (بالإنجليزية: Gerry Reynolds)‏ هو سياسي بريطاني، ولد في 17 يوليو 1927، وتوفي في 7 يونيو 1969. حزبياً، نشط في حزب العمال.

## مناصب
- في الانتخابات الفرعية في مجلس العموم البريطاني [الإنجليزية]‏، انتخب عضو البرلمان الحادي والأربعين للمملكة المتحدة ‏ عن دائرة إزلينغتون الشمالية (15 مايو 1958 – 18 سبتمبر 1959).
- في الانتخابات العامة في المملكة المتحدة 1959 [الإنجليزية]‏، انتخب عضو البرلمان الثاني والأربعون للمملكة المتحدة ‏ عن دائرة إزلينغتون الشمالية (8 أكتوبر 1959 – 25 سبتمبر 1964).
- في الانتخابات العامة في المملكة المتحدة 1964 [الإنجليزية]‏، انتخب عضو البرلمان الثالث والأربعون للمملكة المتحدة عن دائرة إزلينغتون الشمالية (15 أكتوبر 1964 – 10 مارس 1966).
- في الانتخابات العامة في المملكة المتحدة 1966 [الإنجليزية]‏، انتخب عضو البرلمان الرابع والأربعون للمملكة المتحدة عن دائرة إزلينغتون الشمالية (31 مارس 1966 – 7 يونيو 1969).
- انتخب عضو مجلس الشورى البريطاني.

## روابط خارجية
- جيري رينولدز على موقع مونزينجر (الألمانية)